# Langobardisk hertugstyre
Langobardisk hertugstyre (574 / 5 –584/ 5) var et interregnum i det langobardiske kongerige (Regno longobardo) efter kong Cleph, under hvilke riget var uden konge, men i stedet var regeret af langobardiske hertuger. Ifølge Paulus Diaconus varede afbruddet ti år, men andre kilder – Fredegars krøniker, Origo Gentis Langobardorum, Codex Gothanus, Fortsættelsen af Prosper (bevaret i København) – har talt tolv år. Historikere har forskellige opfattelser af hvorfor dette afbrud skete. Nogler mener hertugerne blot agerede som værger for Clephs søn som stadig var barn, indtil han blev voksen, andre at hertugerne regerede for dem selv i en slags fællesråd.
Med Paulus Diaconus ord skete det således:
Efter hans død havde langobarderne i 10 år ingen konge, men stod under hertuger. Og hver af disse herskede, hver i sin by, Zaban i Ticinum, Wallari i Bergamus, Alichis i Brexia. Euin i Tridentum, Gisulf i Forum Julii. Men foruden dem var der også 30 andre hertuger, hver i sin by. I de dage blev mange af de romerske adelsmænd dræbt af havesyge, men de resterende blev delt mellem deres "gæster" og gjort skatskyldige, således at de skulle betale tredjedelen af deres afgrøde til langobarderne. Af disse langobardernes hertuger blev i det syvende år efter Alboins og hele folkets ankomst, da blev kirkerne plyndrede og præsterne dræbt, og byer lagt øde og indbyggerne, der var vokset frem som korn blev udryddede. Og foruden de egne som Alboin havde erobret, så blev størstedel af Italien indtaget og underlagt langobarderne
Origo Gentis Langobardorum har en noget mere kortfattet version af hændelserne:

De resterende langobarder valgte en konge ved navn Cleph, af slægten Belos, til at regerer over dem. Og Cleph regerede to år og døde så. Og langobardernes hertuger regerede i tolv år og efter dette valgte en konge ved navn Autari, Clephs søn.

Langobarderne var ankommet til Italien i 568 under kong Alboin. Og under Alboins efterfølger Cleph havde de forsat denne ekspansionen i Italien på bekostning af det byzantinske rige. Men Clephs regering var kort og hårdhændet, og ved hans død valgte hertugerne ikke en efterfølger, men valgte i stedet selv at være den højeste autoritet i landet.
Hertugerne viste sig ude af stand til at organiserer dem selv under en enkelt duelig leder der kunne fortsætte deres succes mod romerne. Da de invaderede merovingernes provins Provence (584 eller 585), svarede de frankiske konger Guntram og Childebert igen ved at invadere Lombardiet, indtage Trento og indlede forhandlinger med byzantinernes kejser Tiberios. Til slut blev det hertugerne for meget, og trætte af uenighed og nervøse for at blive fanget mellem byzantinerne og frankerne valgte de en konge, Authari. De overlod til Authari den gamle hovedstad Pavia og halvdelen af deres landområder (demesne), om end deres vilje til at efterleve det sidste var mangelfuld. 
Authari viste sig at være den kapable leder langobarderne havde brug for og igennem hans regeringstid lykkedes det ham at konsolidere langobardernes rige mod alle dets fjender.
Iblandt de kendt hertuger der regerede i denne tid var:
- Zotto, hertug af Benevento
- Vallari, hertug af Bergamo
- Alagis I, hertug af Brescia
- Gisulf I, hertug af Friuli
- Zaban, hertug af Pavia
- Faroald I, hertug af Spoleto
- Euin, hertug af Trento
- Aimone, hertug af Turin